# Litogyne
Litogyne là một chi thực vật có hoa trong họ Cúc (Asteraceae).

## Loài
Chi Litogyne gồm các loài: